# Papamosques argentat
El papamosques argentat (Empidornis semipartitus; syn: Melaenornis semipartitus) és una espècie d'ocell de la família dels muscicàpids (Muscicapidae), nadiu de l'Àfrica oriental, des del Sudan fins a Tanzània. El seu estat de conservació es considera de risc mínim.
L'espècie és l'únic membre del gènere Empidornis, tot i que de vegades se'l col·loca en el gènere Melaenornis.

## Taxonomia
A la Classificació del Congrés Ornitològic Internacional (versió 11.2, 2021) se'l considera al gènere Empidornis. Tanmateix, en el Handook of the Birds of the World i la quarta versió de la BirdLife International Checklist of the birds of the world (desembre 2019) se'l classifica dins del gènere Melaenornis (M. semipartitus), juntament amb altres espècies de papamosques. En aquesta altra obra no es reconeix el gènere Empidornis.